# Vlaška
Vlaška (romunsko  Țara Românească, romunska cirilica Цѣра Румѫнѣскъ) je bila zgodovinska in geografska  regija Romunije. Obsegala je ozemlje med  Donavo in južnimi Karpati od sedanje romunske meje s Srbijo na zahodu do Črnega morja na vzhodu.  Tradicionalno je bila razdeljena na Muntenijo (Velika Vlaška) in Oltenijo (Mala Vlaška). Kot celota se je včasih omenjala tudi kot Muntenija, ki je obsegala večji del Vlaške.
V zgodnjem 14. stoletju je Basarab I. po uporu proti Karlu I. Ogrskem  na njenem ozemlju ustanovil Kneževino Vlaško, čeprav je  Vlaška zahodno od reke Olt omenjena že v listini, s katero jo je ogrski kralj Béla IV. leta 1246 podelil vojvodi Seneslavu. 
Leta 1417 je Vlaška sprejela nadoblast Osmanskega cesarstva, ki je trajala do 19. stoletja, razen krajših obdobij ruskih okupacij od leta  1768 do 1854. Leta 1859 se je Vlaška združila z Moldavijo v Združeno kneževino, ki je leta 1866 privzela naziv Romunija in leta 1881 uradno postala Kraljevina Romunija.  V obdobju od leta 1918 do 1920 so bila po razpadu Avstro-ogrskega  cesarstva in sprejetju resolucije o voljenih predstavnikih  Romunov iz Transilvanije, Banata, Crișane, Maramureșa in Bukovine omenjena ozemlja dodeljena Kraljevini  Romuniji, iz katere je nastala sodobna Romunija.

## Ime
Ime Vlaška, katerega njeni prebivalci niso uporabljali,  izhaja iz pragermanske  besede *walhaz, s katero so germanska ljudstva  imenovala Kelte in kasneje romanizirane Kelte in vsa druga romanske jezike govoreča ljudstva. V zahodni Evropi so iz nje nastala imena Wales, Cornwall in Valonija.  V jugovzhodni Evropi se je iz nje razvil etnonim Vlah, s katerim so germansko govoreči naslavljali svoje romansko govoreče sosede. Etnonim je kasneje prešel tudi v slovanske jezike.
V zgodnjih slovanskih besedilih se je zanjo uporabljalo tudi ime  Zemli Ungro-Vlahiskoi (Земли Унгро-Влахискои ali Ogrsko-vlaška država). Izraz se je v romunščino prevedel kot  Ungrovalahia. V verskem kontekstu se je  uporabljal do moderne dobe za  Romunski  pravoslavni metropolitski sedež Ogrsko-vlaške, da bi se razlikoval od srednjeveške države Tesalske Vlaške (ali Velike Vlaške) v Makedoniji in Male Vlaške v Srbiji. Uradna naziva države sta bila Muntenia (gorata dežela) in Țara Românească (romunska dežela).
Od 14. stoletja se je v bolgarskih virih Vlaška dolgo časa imenovala Vlaško (Влашко), v srbskih  Vlaška (Влашка), v germanskih, na primer v virih nemško govorečih Transilvanskih Sasov, pa Walachei. Tradicionalno madžarsko ime Vlaške je Havasalföld (dobesedno snežno nižavje). Starejša oblika naziva je bila Havaselve, ki je pomenila dežela za zasneženimi gorami, se pravi Karpati. Latinski prevod naziva, ki se je uporabljal v ogrskih uradnih kraljevih  dokumentih,  se je glasil Transalpina. Osmansko turško in turško se je Vlaška imenovala Eflâk Prensliği. Skrajšano ime  Eflâk (افلاق), ki lahko pomeni tudi nebo,  je izpeljano iz besede Vlah.
V arabski letopisih od 13. stoletja se je za Vlaško uporabljal naziv  al-Awalak, za njene prebivalce pa naziva ulaqut ali ulagh.

### Črna Vlaška
Turki so kasneje skladno s turškim pojmovanjem strani neba Moldavijo in Vlaško  preimenovali v Kara Iflak (Črna Vlaška, Moldavija) in Ak Iflak (Bela Vlaška, Vlaška). Črna barva je simbolizirala sever, bela pa zahod. Transilvanijo so imenovali Erdelija. Naziv Kara Iflak, se pravi Severna Vlaška, je lahko pomenil ozemlje severno od Stare planine (Balkan), naseljeno z Vlahi, ali samo Moldavijo. 
Zaradi napačnega prevoda turške besede  kara (dežela) kot  kara (črn), sta nastala tudi naziva Črna Vlaška in Črni Vlahi za Vlahe ali Aromune (Cincarje).

## Zgodovina

### Antika
V Trajanovi dačanski vojni leta 105 je zahodna Oltenija postala del Rimske province Dakije. Deli Vlaške so bili vključeni v provinco Spodnjo Mezijo. Rimski limes je bil na začetku (leta 119)  na reki Olt, potem pa se je v 2. stoletju  pomaknil malo proti vzhodu na črto Donava - Rucăr v Karpatih. Leta 245 se je pomaknil nazaj na reko Olt, kjer je ostal do leta 271, ko so se Rimljani umaknili iz regije.
Ozemlje Vlaške je bilo predmet romanizacije tudi v obdobju preseljevanja ljudstev, ko so večino ozemlja Romunije zasedli Goti in Sarmati in ustvarili tako imenovano mureș-cerneahovsko kulturo. Njim so sledili valovi drugih nomadskih ljudstev.  Rimljani so leta 328 med Sucidavo in Oescusom zgradili most čez Donavo, kar kaže na živahno trgovanje z ljudstvi severno od Donave.  Vladavina Bizantincev na ozemlju severno od Donave je bila kratka, saj so se tja že med vladavino cesarja Konstantina I.leta 332 osvojili  Goti. Obdobje njihove vladavine so končali Huni, ki so pod Atilo vdrli v Panonsko nižino in opustošili približno 170 naselij na obeh bregovih Donave.

### Zgodnji srednji vek
V 5. in 6. stoletju je  bizantinski vpliv še opazen, na primer na najdišču Ipotești-Cândești.  Od druge polovice 6. stoletja in v 7. stoletju  so  ozemlje Vlaške prehajala slovanska ljudstva in se na poti v Bizantinsko cesarstvo naselila južno od Donave. Leta 593 je bizantinski general Prisk na kasnejšem vlaškem ozemlju porazil Slovane, Avare in Gepide. Slovane je leta 602 odločilno porazil cesar Flavij Mavricij Tiberij in nato vzpostavil trdno obrambo na Donavi.
Vlaška je bila od ustanovitve Prvega bolgarskega cesarstva leta 681 približno  do ogrske osvojitve Transilvanije proti koncu 10. stoletja pod bolgarsko oblastjo. Po propadanju in dokončnem propadu bolgarske države od druge polovice 10. stoletja do leta 1018, je Vlaška prišla pod oblast Pečenegov, turškega ljudstva, ki je v 10. in 11. stoletju prodiralo iz ukrajinskih step proti zahodu. Pečenege so okrog leta 1091 dokončno porazili Kumani iz južne Rutenije in sami prevzeli oblast v Vlaški. Bizantinski, bolgarski, ogrski in kasneje zahodnoevropski viri iz tega obdobja omenjajo obstoj majhnih vlaško-romunskih mestnih držav,  v katerih so vladali knezi in vojvode.
Kumanska dominacija  se je končala z mongolsko invazijo na Evropo leta 1241. Neposredna mongolska oblast v Vlaški ni dokazana, čeprav je verjetno obstajala. Del Vlaške je verjetno kmalu zatem  postal predmet sporov med Ogrskim kraljestvom in Bolgari. Zgleda, da je ogrska oblast zaradi napadom Mongolov močno oslabela, kar je v naslednjih desetletjih pripomoglo k ustanavljanju novih močnejših držav na ozemlju Vlaške.

### Ustanovitev
Eden od prvih pisnih dokazov za obstoj lokalnih vojvod, je povezan z Litovojem (1272), ki je vladal na obeh straneh Karpatov, vključno z okrožjem Hateg v Transilvaniji. Vojvoda je zavrnil plačevanje davka ogrskemu kralju Ladislavu IV. Nasledil ga je brat Bărbat (1285–1288).  Slabljenje ogrske države zaradi ponovnih vdorov Mongolov (1285-1319) in padec dinastije Árpád so odprli pot združitvi vlaških državic in neodvisnosti od Ogrskega kraljestva. 
Ustanovitev Vlaške, ki je po lokalnem izročilu zasluga nekega Črnega Raduja (Radu Negru), je zgodovinsko povezana z Basarabom I. (1310–1352), ki se je uprl Karlu I. Ogrskemu in prevzel oblast na obeh bregovih reke Olt. Rezidenco je imel v Câmpulungu. Zavrnil je zahtevo Ogrov za izročitev pokrajin Făgăraș, Almaş in Severinskega Banata.  Leta 1330 je v bitki pri Posadi  porazil Karla I. in razširil svoje ozemlje proti vzhodu do Kilie v Budžaku, nekdanji Besarabiji. Njegovi nasledniki tega ozemlja niso uspeli obdržati in Kilia je že okrog leta 1334 padla  pod oblast Nogajcev.
Basaraba je nasledil Nikolaj Aleksander, njega pa Vladislav I..  Vladislav je potem, ko je Ludvik I. zasedel ozemlje južno od Donave, leta 1368 Ludvika priznal za svojega fevdnega gospoda, vendar se mu je še isto leto ponovno uprl. Med njegovo vladavino so se začeli tudi spopadi z  Osmanskimi Turki. Pod Radujem I. in njegovim naslednikom Danom I. sta kraljestvi v Transilvaniji in Severinu nadaljevali spore z Ogrsko.

### 1400-1600

#### Mircea Starejši in Radu Veliki
Ko je cel Balkanski polotok postal integralni del rastočega Osmanskega imperija, proces se je končal z zasedbo Konstantinopla leta 1453, se je Vlaška v zadnjih letih vladavine Mircee Starejšega (vladal 1386-1418) pogosto spopadla s Turki.  Mircea je na začetku večkrat porazil Turke, tudi v bitki pri Rovinu leta 1394, in jim preprečil prodor v Dobrudžo. Za nekaj časa je celo razširil svoje ozemlje na delto Donave, Dobrudžo in Silistro (od okoli 1400-1404). Nekaj časa je nihal med zavezništvom s Sigismundom Ogrskim in Jageloni na Poljskem in sodeloval v bitki pri Nikopolu, po Mehmedovi osvojitvi Turnu Măgurele in Giurgiuja pa je leta 1417 sklenil mirovno pogodbo z Osmani. Obe pristanišči na Donavi sta z nekaj krajšimi prekinitvami ostali pod osmansko oblastjo  do leta 1829. V letih 1418-1420 je Mihael I. porazil Osmane v Severinu in v turški protiofenzivi padel. Leta 1422 je Dan II. s pomočjo Filipa Ogrskega porazil Murata II. in za nekaj časa prekinil osmanske napade.
Po podpisu miru leta 1428 se je začelo obdobje notranje krize, v kateri se je moral Dan I. braniti pred Radujem Prasnaglavom, ki je vodil prvo v nizu koalicij bojarjev proti vladajočim knezom.  Leta 1431 so bojarji strmoglavili Dana II. in za vojvodo imenovali Aleksandra II. Aldeona in se leta 1336-1442 in 1443-1447 uspešno obranili napadov Vlada II. Drakule, ki je kljub temu poskušal poravnati spor med Porto in Svetim rimskim cesarstvom. 
Naslednje desetletje so zaznamovali spori med rivalskima družinama  Dănești in Drăculești. Vlad II. Drakul, soočen z notranjimi in zunanjimi konflikti, je proti svoji volji in kljub temu, da se je povezal z Zmajevim viteškim redom, skupino neodvisnih plemičev, katerih cilj je bil odbiti osmansko invazijo, pristal na plačevanje tributa, ki ga je zahtevalo Osmansko cesarstvo. V tribut sta spadala tudi Vladova sinova Radu III. Čedni in Vlad III. Drakula, katera so odpeljali v osmanski pripor. Vlada Osmanskega cesarstva  je zaradi odpora krščanskega prebivalstva med osmansko invazijo izpustila Vlada III., ki je po očetovem umoru leta 1447 zasedel vlaški vojvodski prestol. 
Vlad III. Drakula je po prevzemu oblasti usmrtil vse bojarje, ki so sodelovali v zaroti proti njegovemu očetu. Znan je kot heroj in podlež. Med vzpostavljanjem reda v destabilizirani kneževini ni poznal nobene milosti do tatov in morilcev. Svojo netolerantnost do kriminalcev je kazal z usmrtitvami z  natikanjem na kol, ki ga je spoznal v osmanskem ujetništvu. Vlad III. se je krepko upiral osmanski oblasti in večkrat odbil njihove napade. Zaradi utrjevanja vlaških meja je prišel v navzkrižje s Sasi, ker je zasedel utrdbe na njihovih trgovskih poteh. Sasi so se mu maščevali s širjenjem grotesknih pesnitev o njegovi krutosti in drugo propagando in ga demonizirali kot pivca človeške krvi. Pripovedke so močno vplivale na izbruh vampirskih izmišljotin v zahodni Evropi, zlasti v Nemčiji.
Vlad III. je leta 1462 v nočnem napadu porazil Mehmeda II., potem pa se je moral kljub tenu umakniti v Targovište in sprejeti plačevanje povečanega tributa. Vlad se je v tem času spopadal tudi z bratom Radujem III. Lepim, ki se je spreobrnil v islam, in Laioto Basarabom. Spori so se končali z zmago Raduja III.. Njegova vladavina je trajala enajst let. Njegov naslednik Radu Veliki (vladal 1495-1508) je dosegel več kompromisov z bojarji, katerim je sledilo obdobje notranje stabilnosti.

#### Od Mihnee I. do  Petruja Cercela
V poznem 15. stoletju je na oblast prišla vplivna družina Craiovești, ki je skoraj neodvisno vladala v Olteniji  in iskala pomoč Osmanskega cesarstva v tekmi z  Mihneo  I. Vlaškim. Mihneo so leta 1509 odstavili in naslednje leto v Craiovi ubili. Na njegovo mesto so postavili Vlada V. Mlajšega, katerega so zaradi zavisti bojarjev in pohlepa  Neagoe Craiovescuja  po knežjem prestolu s pomočjo osmanske vojske  v bitki pri Bukarešti premagali in obglavili. Nasledil ga je  Neagoe Craiovescu, ki je miroljubno vladal do leta 1521. Med njegovo vladavino je bila zgrajena  renesančna stolnica v Curtei de Argeş. Krepiti sta se začela vpliv saških trgovcev iz Brasova in Sibiuja in zavezništvo z ogrskim kraljem Ludvikom II.. Pod  knezom Teodozijem je bila Vlaška ponovno pod štiri mesece trajajočo osmansko okupacijo. Zgleda, da je turška vojaška uprava v tem času poslušala kneževino pretvoriti v Vlaški pašaluk. Bojarji so zaradi turške  nevarnosti soglasno podprli Raduja V. Afumatskega, ki je bil od leta 1522 do 1529 štirikrat vlaški knez. Po sklenitvi sporazuma med Craioveștiji in sultanom Sulejmanom Veličastnim je izgubil bitko in bil 2. januarja 1529 obglavljen. Knez Radu je nazadnje potrdil Sulejmanovo nadoblast in pristal na plačevanje še višjega davka.
Osmanska suverenost je ostala naslednjih 90 let skoraj nespremenjena. Knez Radu Paisie, katerega je Sulejman odstavil, je sultanu odstopil pristanišče Brăila, njegov naslednik Mircea V. Pastir (1545–1554 in 1558–1559), ki  je bil postavljen za kneza brez kakršne koli zahteve po plemiškem poreklu, pa je še zmanjšal samostojnost kneževine, povečal davke in napadel Transilvanijo, s čimer je  podprl  turško   usmerjenega Ivana Zapoljo Konflikti med bojarskimi družinami so po vladavini Pătrașcuja Dobrega postali zakon. Oblast bojarjev nad knezi je bila zlasti očitna med vladavino Petruja  Mlajšega (1559-1568), ko so v kneževini dejansko vladali njegova mati Chiajna, ki je izredno povečala davke, Mihnea Turcitul in Petru Cercel.
Osmansko cesarstvo se je pri oskrbovanju in vzdrževanju svoje vojske vedno bolj zanašalo na Vlaško in Moldavijo.  Osmanska lokalna vojska je zaradi naraščajočih stroškov vedno bolj izginjala in se zamenjavala s cenejšo in bolj učinkovito vojsko najemnikov.

### 17. stoletje
Leta 1593 je na vlaški prestol prišel Mihael Hrabri, katerega je na začetku podpiralo tudi  Osmansko cesarstvo. Po prihodu ja oblast je z zaveznikoma  Sigismundom Báthoryjem iz Transilvanije in Aronom Tiranom iz Moldavije  napadel vojaške enote Murata III. severno in južno od Donave. Kmalu zatem je priznal suverenost svetega rimskega cesarja Rudolfa II. in leta 1599-1600 interveniral v Transilvaniji proti poljskemu kralju Sigismundu III.. Transilvanijo je priključil k Vlaški in naslednje leto za nekaj časa zavladal tudi v Moldaviji. V personalni uniji, ki ni bila formalizirana, je tako časa vladal na vsem ozemlju, naseljenim z Romuni, ki je bilo enako antičnemu Dačanskemu kraljestvu. Na vladavino Mihaela Hrabrega nad vsemi tremi romunskimi regijami, Vlaško, Transilvanijo in Moldavijo, so kasneje gledali kot na začetek sodobne Romunije. Po Mihaelovem padcu je Vlaško okupirala poljsko-moldavska vojska Simiona Movile. Movila je kot vlaški knez vladal do leta 1602, ko so ga napadli in pregnali Nogajci.
Osmansko cesarstvo je v zadnji fazi svojega širjenja povečalo pritisk  na Vlaško:  politični  nadzor je spremljala gospodarska hegemonija in zanemarjanje prestolnice  Târgoviște v korist Bukarešte, ki je bila hitro rastoče trgovsko središče in bliže osmanski meji. Uvedba tlačanstva kot sredstva za povečanje državnih prihodkov in zmanjšanje vpliva nižjega plemstva, kateremu je pretilo izumrtje, je sprožila upor sejmenov leta 1655. Poleg tega je vse večji vpliv  visokih državnih  uradnikov v primerjavi z vplivom zemljiških posestnikov povzročil priseljevanje grških in levantinskem družin, proces, ki so ga domačini že doživeli in zamerili knezu Radu Mihnei na začetku 17. stoletja.
Matej Basarab (vladal 1632-1654), katerega so za kneza imenovali bojarji, je prinesel dolgo obdobje relativnega miru. Izjema je bila bitka pri Finti leta 1653, v kateri se je Vlaška spopadla z moldavskim knezom  Vasilem Lupujem. Bitka se je končala z Lupujevim porazom in odstavitvijo. Prestol v Iaşiju je zasedel Matejev izbranec  Georgij Štefan. 
Transilvanski vojvoda  Jurij II.  Rákóczi je tesno sodeloval z Georgijem Štefanom in Matejevim naslednikom Konstantinom Șerbanom, dokler ni njihovih načrtov za dosego neodvisnosti od Osmanskega cesarstva leta 1658-1659 uničila vojska Mehmeda IV..
Vlaški prestol sta zasedla sultanova izbranca Jurij Gika in Gregor I. Gika, ki sta preprečila vsak poskus osamosvojitve. Med njuno vladavino je prišlo tudi do krvavih spopadov med bojarskima družinama Băleanu in Cantacuzino, ki so zaznamovali vlaško zgodovino do 1680. let. Cantacuzini so se čutili ogrožene zaradi zavezništva med Băleani in Gikasi in so podpirali svoja kneza (Antonie Vodă din Popești in Jurij Duka),  dokler ni knežjega prestola zasedel njihov družinski član Șerban Cantacuzino (1678–1688).

### Rusko-turške vojne in fanarioti
Ko se je knez Konstantin Brâncoveanu (vladal 1688-1714) v zadnjem obdobju velike turške vojne okrog leta 1690 tajno in neuspešno pogajal s Habsburžani o antiosmanski koaliciji, je Vlaška postala tarča habsburških osvajanj. Brâncoveanu  je bil znan po svojih poznorenesančnih kulturnih dosežkih, ki so sovpadali z vzponom carske Rusije pod Petrom Velikim. S Petrom Velikim sta se še bolj zbližala med rusko-turško vojno 1710-1711. Ko je sultan Ahmed III. leta 1714 izvedel za  njegovo  sklepanju koalicije z ruskim carjem, je Brâncoveanu izgubil prestol in glavo. V njegovi prisotnosti so bili pred njim obglavljeni njegovi štirje sinovi. Ovaduh Štefan Cantacuzino se je kljub svoji ovadbi povezal s Habsburžani in odprl državo vojski princa Evgena Savojskega. Leta 1716 je bil tudi sam odstavljen in usmrčen.
Osmani so po Cantacuzinovi odstavitvi takoj  ukinili poimenski sistem voljenja knezov in za  kneza obeh donavskih kneževin imenovali fanariota iz Istanbula. Za Dimitrijem Centemirjem je v Moldaviji zavladal fanariot  Nikolaj Mavrokordat, ki je leta 1715 prevzel oblast tudi v Vlaški. Zaradi privilegijev, ki jih je uvedla nova oblast, se je število davkoplačevalcev zmanjšalo, ostali pa so morali plačevati ustrezno višje davke, kar je povzročilo napetosti med bojarji in knezi. Povečala so se tudi pooblastila bojarjev v divanu (vladi).
Vzporedno s temi dogajanji je Vlaška postala tudi bojišče v  nasledstvenih vojnah med Osmani na eni strani in Rusijo in Habsburško monarhijo na drugi. Mavrokordata so bojarji odstavili, habsburški vojaki pa so ga med avstrijsko-turško vojno 1716-1718 aretirali. Osmansko cesarstvo je moralo skladno s Požarevsko mirovno pogodbo Oltenijo prepustiti Karlu VI. Avstrijskemu. Oblast razsvetljenega absolutista je kmalu razočarala lokalne bojarje in Oltenija  je  bila v skladu z določili Beograjske mirovne pogodbe, podpisane po koncu avstrijsko-rusko-turške vojne (1735-1739),  leta 1739 vrnjena Vlaški. Knez Konstantin Mavrokortdat, ki je nadziral spremembo meja, je bil leta 1746 zadolžen tudi za ukinitev tlačanstva, s čimer se je eksodus vlaških kmetov v Transilvanijo ustavil. V tem času je oltenski ban svojo rezidenco preselil iz Craiove v Bukarešto. Selitev in Mavrokordatov ukaz, da se njegova osebna zakladnica združi z državno, sta nakazali pomik k centralizaciji kneževine.
Med peto rusko-turško vojno so Vlaško leta 1768 prvič okupirali Rusi.  Podpis Kučuk-kadžinarskega miru leta 1774 je Rusiji dovolil intervencije v korist osmanskih  pravoslavnih podložnikov, s čimer je popustil osmanski pritisk nanje. Zmanjšal se je letni tribut,  sčasoma pa se je do neke mere povečala tudi notranja stabilnost države.
Habsburška vojska pod poveljstvom maršala Josiasa Coburškega je med rusko-turško-avstrijsko vojno  ponovno prišla v Vlaško in leta 1789 odstavila kneza Nikolaja Mavrogena. Okrevanju Osmanskega cesarstva je v Vlaški sledilo obdobje krize: Oltenijo so opustošili pohodi močnega upornega paše  Osmana Pazvantoğluja, ki je zaradi suma izdaje leta 1799 povzročil smrt  Konstantina Hangerlija in prisilil Aleksandra  Mourousisa, da se je leta 1801 odrekel svojemu prestolu.
Leta 1806 se je začela nova rusko-turška vojna (1806-1812), ki je bila delno posledica  odstavitve Konstantina Ypsilantisa  v Bukarešti. Vlaško je napadla ruska vojska pod poveljstvom Mihajla Andrejeviča Miloradoviča. Po podpisu miru v Bukarešti je oblast prevzel Ivan Caragea (Ioannis Georgios Karatzas), ki je bil znan po svojih kulturnih in industrijskih dosežkih, čeprav je njegova vladavina bolj znana po veliki epidemiji kuge. V tem obdobju je Vlaška povečala svoj strateški pomen za večino evropskih držav, ki so želele nadzirati širjenje ruskega imperija. V Bukarešti so se začeli odpirati konzulati, ki so imeli posreden, vendar pomemben vpliv na vlaško gospodarstvo.

### Od Vlaške do Romunije

#### Zgodnje 19. stoletje
Smrt kneza Aleksandra Sucuja januarja 1821 je sprožila ustanovitev začasnega Vladnega odbora  (Comitet de Ocârmuire) treh regentov iz najbolj reprezentativnih avtohtonih bojarskih družin. Najvidnejši med njimi je bil kajmakam  Grigore Brâncoveanu. Odbor je zanikal pravico fanariotov  do oblasti v Vlaški  in se odločil, da bo hitro   spretno izkoristil protibojarsko in protifanariotsko razpoloženje v Vlaški, zlasti v Olteniji, preden bo novoimenovani knez Skarlat Kalimahi zasedel vlaški prestol. 15. januarja so s poveljnikov oltenskih  pandurjev Tudorjem Vladimirescujem sklenili dogovor o sodelovanju in na položaj njegovega poročnika za nagrado imenovali kapitana pandurjev Dimitrija Makedonskega.  
Vladimiresku je še isti dan poslal pismo sultanu Mahmudu II., v katerem mu je zagotovil, da njegov cilj ni rušenje osmanske oblasti, ampak fanariotskega režima, in  pokazal pripravljenost za ohranitev tradicionalnih institucij. Njegove izjave so pomenile kupovanje časa, ker se je že pogajal z grško protiosmansko revolucionarno organizacijo Filiki Eteria, s katero je imel stike verjetno že od leta 1819.  Skupaj so naredili načrt vstaje in z dvema eterističnima predstavnikoma, Giorgakisom Olympiosom in Iannisom Pharmakisom, Vlaški zagotovili podporo Rusov.  Zgleda, da Tudor ni bil član Eterie. 
21. marca 1821 je Vladimirescu prišel v Bukarešto. V naslednjih tednih so se odnosi med njim in njegovimi zavezniki poslabšali, zlasti po odkritju njegovega paktiranja z Osmanskim cesarstvom. Vodja Eterie, Aleksander Ipsilanti, ki je leta 1821  prišel na oblast v Moldaviji in maja istega leta  še v severni Vlaški, je imel zavezništvo za prelomljeno. Vladimirescuja je dal usmrtiti in se brez podpore Rusov in pandurjev sam soočil z osmansko intervencijo. V bitkah pri Bukarešti in v Drăgășani je doživel težka poraza in se umaknil pod zaščito Avstrijcev v Transilvanijo.
Nasilni dogodki, v katerih se je večina fanariotov postavila na Ipsilantijevo stran, so spodbudili sultana Mahmuda II. k okupaciji obeh kneževin in ukinitvi fanariotskih vladarjev. V Vlaški je prišel na prestol Grigore IV. Gika, prvi vlaški knez  od  leta 1715.  Sistem, ki so ga potrdili v celi Vlaški, in Gikovo vladavino je nasilno prekinila uničujoča rusko turška vojna 1828-1829.
Z Odrinsko mirovno pogodbo, podpisano leta 1829,  sta Vlaška in Moldavija brez strmoglavljenja osmanske suverenosti prišli pod rusko vojaško oblast in prvič  dobili skupne institucije in nekakšno ustavo (Regulamentul Organic).  Vlaški so vrnili Brăilu in Giurgiu, ki sta se kmalu razvila v pomembni trgovski središči ob Donavi, in Turnu Măgurele. Pogodba je Moldaviji in Vlaški dovolila svobodno trgovanje z državami izven Osmanskega cesarstva, kar jima je prineslo veliko gosopdarsko rast, razvoj mest in izboljšanje položaja kmetov.
Veliko določb iz Akermanske konvencije, podpisane leta 1826 med Osmanskim cesarstvom in Rusijo, v naslednjih  treh letih ni bilo izpolnjenih. Nadzor nad kneževinama so prepustili ruskemu generalu Pavlu Kislejevu. Obdobje po vojni je zaznamovalo  nekaj pomembnih sprememb, vključno s ponovno vzpostavitvijo vlaške vojske (1831), davčno reformo, ki ni ukinila davčnih izjem privilegirancev, in obsežnimi gradnjami v Bukarešti in drugih mestih.   Leta 1834 je na vlaški prestol prišel Aleksander II. Gika, kar je bilo v nasprotju z Odrinsko pogodbo, ker ga ni izvolila nova Zakonodajna skupščina. Kneza so leta 1842 odstavili in zamenjali z zakonito izvoljenim Georgijem  Bibescujem.

#### 1840. in 1850. leta
Proti Gikovi sporni in zelo konzervativni oblasti, ki jo je spremljal vzpon liberalnih in radikalnih struj, je prvi protestiral Ion Câmpineanu, vendar je bil hitro utišan.  Opozicija je postal bolj zarotniška in se začela zbirati okrog tajnih združb, ki so jih ustanovili mladi  častniki, med njimi Nicolae Bălcescu and Mitică Filipescu. Frăția (Bratovščina), tajno gibanje, ustanovljeno leta 1843, je začela načrtovati revolucijo, v kateri bi stmoglavili Bibecsuja in leta 1848, inspirirana z evropsko revolucijo,  razveljavila Regulamentul Organic. Njihov panvlaški državni udar je bil na začetku uspešen samo v okolici Turnu Măgurele, kjer so množice 9. junija 1848 slavile Islaško proklamacijo. Proklamacija je, med drugim, zahtevala politične svoboščine, neodvsisnost, zemljiško reformo in ustanovitev narodne garde. Gibanje je 11.-12. junija odstavilo Bibescuja in ustanovilo Začasno vlado. Osmanska vlada je kljub temu, da je simpatizirala s protiruskimi cilji revolucionarjev, pod ruskim pritiskom revolucijo zatrla. Osmanske čete so 13. septembra vdrle v Bukarešto. Ruska in turška vojska sta ostali v Vlaški do leta 1851 in na prestol posadili Barbuja Dimitrija Știrbeja. Med njegovo vladavino je bila večina udeležencev revolucije  izgnana.
Med kratkotrajno rusko okupacijo med krimsko vojno sta Vlaška in Moldavija dobili nov status z nevtralno avstrijsko upravo (1854-1856) in Pariško pogodbo. Skrbništvo nad njima sta si delila Osmansko cesarstvo in Kongres velikih sil (Britanija, Francija, Piemontsko-sardinsko kraljestvo, Avstrijsko cesarstvo, Prusija in (ne v celoti) Rusija). Notranjo upravo je vodil kajmakam. Gibanja za združitev podonavskih kneževin, ki so združitev prvič zahtevala že leta 1848, so se z vrnitvijo izgnancev okrepila. Podpirali so jih zlasti njihovi francoski in sardinski zavezniki ter Rusija in Prusija. Druge države nadzornice so njihove zahteve zavračale.
Po letu intenzivne kampanje, je bila unija končno uradno odobrena. Volitve   ad hoc vlad leta 1859 so izkoristile pravne nejasnosti. Končno besedilo dogovora je opredeljevalo dva prestola, vendar ni prepovedovalo, da je nekdo hkrati sodeloval in zmagal na  volitvah  v Bukarešti in Iasiju. Na volitvah v Moldaviji je 5. januarja 1859 zmagal unionist Nacionalne stranke (Partida Națională) Alexandru Ioan Cuza. V Vlaški, v kateri so unionosti pričakovali enak rezultat,  so na volitvah zmagali protiunionisti in prevzeli oblast.
Po množičnih protestih v Bukarešti so izvoljeni spremenili svojo pripadnost. Na ponovljenih volitvah je bil 5. februarja za vlaškega kneza izvoljen Cuza in bil potrjen za vladarja (domnitorja) Združenih kneževin Moldavije in Vlaške, od leta 1862 Romunije.  Mednarodno priznana je bila samo njegova prva vladavina. Ko je leta 1866 prestol zasedel Karel I. Romunski, je zveza kneževin postal nepovratna. Dogodki so sovpadali z avstrijsko-prusko vojno, zaradi katere Avstrija ni bila sposobna posredovati.

## Družba

### Suženjstvo
Suženjstvo je bilo del družbenega reda že pred ustanovitvijo Kneževine Vlaške. Odpravili so ga postopoma šele v 1840. in 1850. letih. Večina sužnjev je bila romske narodnosti. Prvi dokument, ki potrjuje prisotnost Romov v Vlaški, je iz leta 1385 in se nanaša na skupino aţiganov (iz grškega athinganoi, Romi).
Natančen izvor njihovega suženjstva ni znan. Ker je bilo v tistem času suženjstvo  običajna praksa v celi Evropi, je še vedno predmet razprav vprašanje, ali so Romi prišli v Vlaško kot svobodni ljudje  ali kot sužnji. V Bizantinskem cesarstvu   so bili sužnji državna lastnina in kot se zdi, je bilo tako tudi v Bolgariji in Srbiji, dokler niso njihovih družbenih organizacij uničila osmanska osvajanja. To bi lahko pomenilo, da so v Vlaško prišli kot sužnji in samo spremenili lastnika.  
Zgodovinar Nicolae Iorga Rome povezuje z mongolsko invazijo leta 1241 in njihovo suženjstvo šteje za zapuščino nekega  obdobja: Romuni so zajeli Rome kot mongolske sužnje in jih kot take obdržali. Drugi zgodovinarji menijo, da so bili zajeti v bojih s Tatari, zasužnjevanje ujetnikov pa so Romuni morda prevzeli od Mongolov. Čeprav je mogoče, da so bili nekateri Romi sužnji ali vojaki v  pomožnih enotah mongolske  ali tatarske vojske, je večina Romov v Vlaško  prišla z juga preko Donave ob koncu 14. stoletja, se pravi po ustanovitvi kneževine. Z njihovim prihodom je suženjstvo postalo splošna praksa.
Romski sužnji so bili razdeljeni v tri kategorije. Najmanjšo so tvorili sužnji hospodarjev.  Imenovali so jih țigani domnești.  V drugi kategoriji so spadali  țigani mănăstirești  – Romi v lasti pravoslavnih samostanov in țigani boierești  – Romi v lasti bojarjev.
Suženjstvo je bilo ukinjeno po kampanjah mladih revolucionarjev, ki so zagovarjali liberakne ideje razsvetljenstva. Prvi zakon za osvoboditev sužnjev je bil sprejet marca 1843. Zakon je prenesel nadzor zaporniških sužnjev v državni lasti na lokalne oblasti, kar je privedlo do njihove pretvorbe v kmete. Med vlaško revolucijo leta 1848 je bila  na seznamu glavnih socialnih ukrepov začasne vlade tudi ukinitev suženjstva  Romov (dezrobire).   Gibanje je v 1850. letih dobilo podporo skoraj celotne romunske družbe in februarja 1856 status sužnjev z zakonom izenačilo s statusov davkoplačevalcev, se pravi svobodnih državljanov.

## Geografija
Vlaška je merila približno 77.000 km². Na jugu je mejila na Donavo oziroma sodobno Bolgarijo, na zahodu na Srbijo, na severu na južne Karpate in na vzhodu na Dobrudžo. Tradicionalno je bila razdeljena na  Muntenijo na vzhodu, ki je bila hkrati središče politične moči in pogosto sinonim za celo Vlaško, in Oltenijo na zahodu. Meja med njima je bila reka Olt. 
Tradicionalna meja med Vlaško in Moldavijo je po skoraj celi dolžini potekala po reki Milcov. Meja z Dobrudžo je potekala po severnem in južnem kraku reke Donave. Meja s Transilvanijo na severu je potekala po Karpatih. Vlaški knezi so dolgo časa posedovali ozemlje severno od črte Amlaș-Ciceu-Făgăraș-Hațeg, ki se običajnbo  ne prišteva k ozemlju Vlaške. 
Prestolnica kneževine se je iz Câmpulunga preselila v Curtea de Argeș, od tam v Târgoviște  in v poznem 17. stoletju v Bukarešto.

### Zgodovinske karte
- Vlaška leta 1771
- Stolnik Konstantin Cantacuzino: Vlaška v poznem 17. in zgodnjem 18. stoletju
- G. Pitori: Kneževini  Moldavija in Vlaška leta 1786

## Prebivalstvo

### Zgodovinsko prebivalstvo
Sodobni zgodovinarji ocenjujejo, da je imela Vlaška v 15. stoletju približno 500.000 prebivalcev. Leta 1859 je imela 2.400.921 prebivalcev, od tega 1.586.596 v Munteniji in 814.325  v Olteniji.

### Sedanje stanje
Po popisu prebivalstva leta 2002 je imela regija približno 8.750.000 prebivalcev, od tega 97% Rumunov, 2,5 % Romov in 0,5 % drugih narodnosti.

## Mesta
Največja mesta v regiji (2011) so: 
- Bukarešta (1.677.985)
- Craiova (243.765)
- Ploiești (197.522)
- Brăila (168.389)
- Pitești (148.264)
- Buzău (108,384)
- Râmnicu Vâlcea (92.573)
- Drobeta-Turnu Severin (86.475)